# かつらぎ本舗
株式会社かつらぎ本舗（かつらぎほんぽ 英称：Katsuragi Honpo Co.,Ltd.）とは、大阪府和泉市九鬼町676-2にある、和菓子など食料品の製造を行う企業である。

## 概要

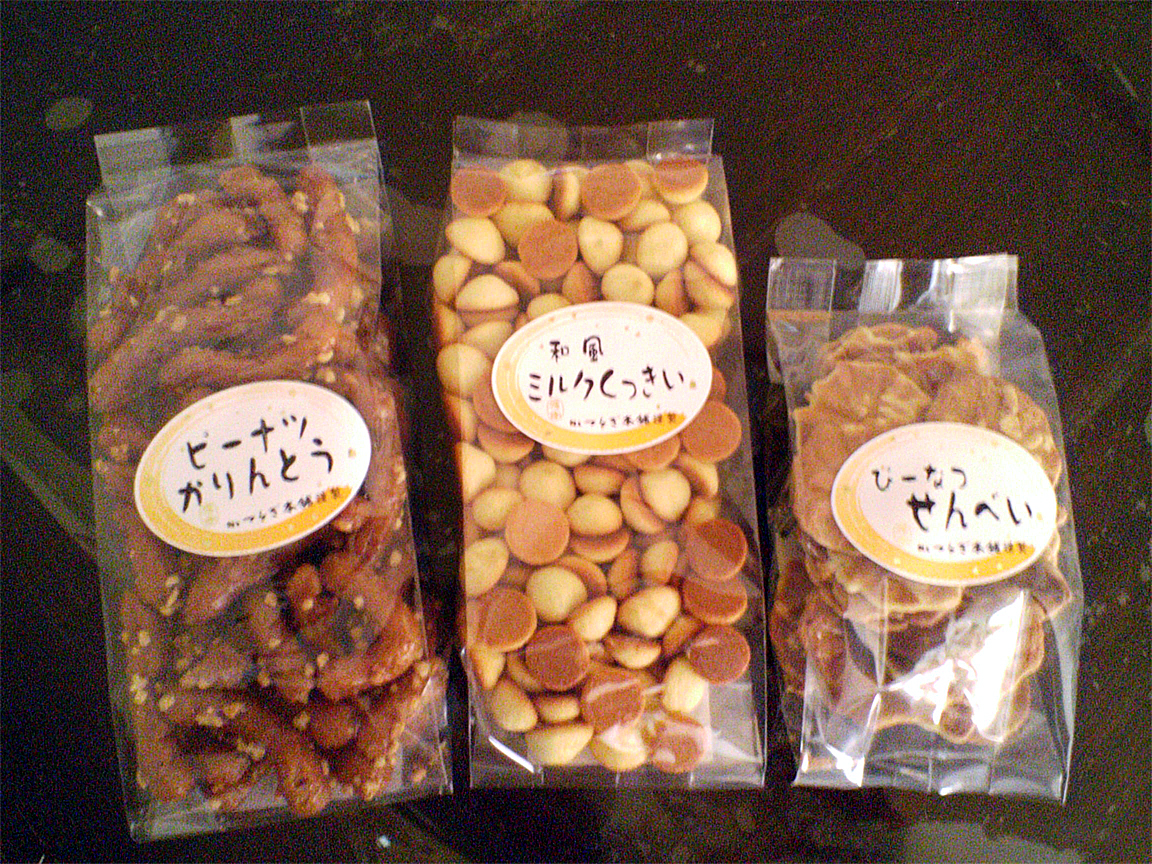
かつらぎ本舗の商品群

せんべい、かりんとう、おかきなどの和菓子や泉州水なすを使った漬物などを製造・販売しており、近年では和泉市内にある「道の駅いずみ山愛の里」でもかつらぎ本舗の製品の取り扱いを行っている。